# Церковь Космы и Дамиана (Павелка)
Церковь святых Космы и Дамиана — православный храм в селе Павелка Лебедянского района Липецкой области.

## История храма
Храм был построен в 1840 году на средства прихожан.

## Современное состояние
Церковь постепенно восстанавливают.